# Кічиці
Кічиці (пол. Kiczyce) — село в Польщі, у гміні Скочув Цешинського повіту Сілезького воєводства.
Населення — 1054 особи (2011).
У 1975-1998 роках село належало до Бельського воєводства.

## Демографія
Демографічна структура станом на 31 березня 2011 року:
|          | Загалом | Допрацездатний вік | Працездатний вік | Постпрацездатний вік |
| -------- | ------- | ------------------ | ---------------- | -------------------- |
| Чоловіки | 517     | 106                | 365              | 46                   |
| Жінки    | 537     | 120                | 311              | 106                  |
| Разом    | 1054    | 226                | 676              | 152                  |